# Báthory Zoltán (pedagógus)
Báthory Zoltán (Budapest, 1931. május 2. – Budapest, 2011. december 12.) magyar pedagógus, neveléstudós, közoktatási helyettes államtitkár (1994–1998), egyetemi tanár.

## Életpályája
Budapesten az I. kerületi Állami Petőfi Sándor Gimnáziumban érettségizett (1949. június 9.). A budapesti Apáczai Csere János Pedagógiai Főiskola diákja volt (1950–1952), majd a szegedi József Attila Tudományegyetem hallgatójaként (1959–1962) szerzett biológia–földrajz szakos tanári képesítést.
Tanár volt Pusztaszabolcson (1952–1956); Budapesten, a XI. kerület Kecskeméti úti (1956–1962), majd a XI. kerület Váli úti (1962–1964) általános iskolában. Dolgozott a budapesti XI. kerületi Tanács Oktatási Osztályán mint tanulmányi felügyelő (1964–1967). Egyetemi tanárként oktatott a Szegedi Tudományegyetemen, a Miskolci Egyetemen (1993–1998) és mint magántanár a Budapesti Corvinus Egyetemen.
Tudományos kutatónak először az Országos Pedagógiai Intézetben (OPI) alkalmazták. Előbb a Didaktikai Tanszék munkatársa (1967–1976) volt; később a Tantervelméleti Osztály vezetője, majd az Értékelési Központ vezetője (1976–1993) lett. Eközben az Országos Oktatástechnikai Központ Pedagógiai Osztályának vezetői feladatait is ellátta (1973–1975). Kinevezték az Országos Közoktatási Intézet vezetőjének, ahol ugyancsak létrehozta az Értékelési Központot, és így lett az Országos Közoktatási Értékelési és Vizsgaközpont igazgatója. Innen ment nyugdíjba.
1990-től a MTA Pedagógiai Bizottság tagja, 1990-1999 között, valamint 2002-től elnöke is volt. 1990-1995 között, valamint 2003-ban és 2007-ben a Nemzeti alaptanterv társszerzője és társszerkesztője. 1994-től az Európai Akadémia (London) tagja volt. 1994-1998 között a Művelődési és Közoktatási Minisztérium közoktatási helyettes államtitkára. 1994-2000 között a Magyar Tudományos Akadémia közgyűlési képviselője volt. Több hazai és külföldi pedagógiai társaság tagja, pedagógiai folyóirat szerkesztőbizottsági tagja. 2002-2005 között az Országos Köznevelési Tanács tagja.

## Emlékezete

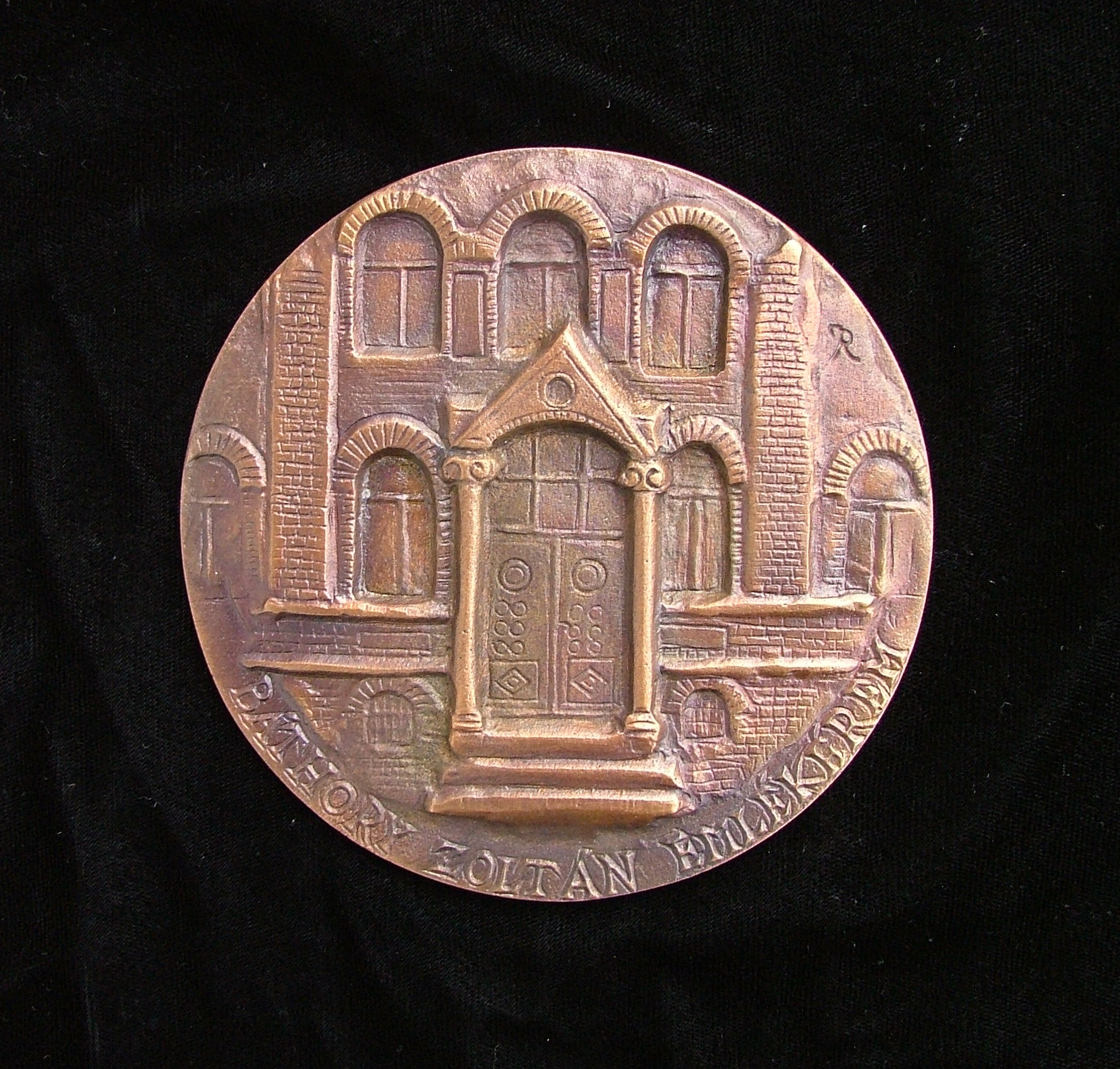
Báthory Zoltán-emlékérem

2012-ben a Magyar Nevelés- és Oktatáskutatók Egyesülete, amelynek alapító elnöke volt, létrehozta a Báthory Zoltán-díjat, amelyet 2014-ben adtak át először. A díjat az egyesület célkitűzése szerint a hazai nevelés- és oktatásban több évtizeden át kimagasló kutatómunkát végző, és a pályakezdő kollégák támogatását életcélnak tekintő személyek kaphatják meg. Az érem előlapján Báthory Zoltán egykori munkahelye, az Országos Pedagógiai Intézet (ma: Budapest-Fasori Evangélikus Gimnázium) homlokzata látható. A plakett Juha Richárd szobrász alkotása.

## Művei (válogatás)
- A tantárgyi osztályozás néhány mai jellegzetessége (1968)
- Hét standardizált tantárgyteszt (1973)
- Természettudományos oktatásunk helyzete (1974)
- Feladatok szerkesztése, adatok értékelése (1976)
- Tanítás és tanulás (1978)
- Tanulók, iskolák - különbségek. Egy differenciális tanításelmélet vázlata (1992)
- Pedagógiai lexikon (társfőszerkesztő, 1997)
- Maratoni reform, a magyar közoktatás reformjának története, 1972-2000 (2001)